# Lenda das Sete Cidades, Terra de Atlantes

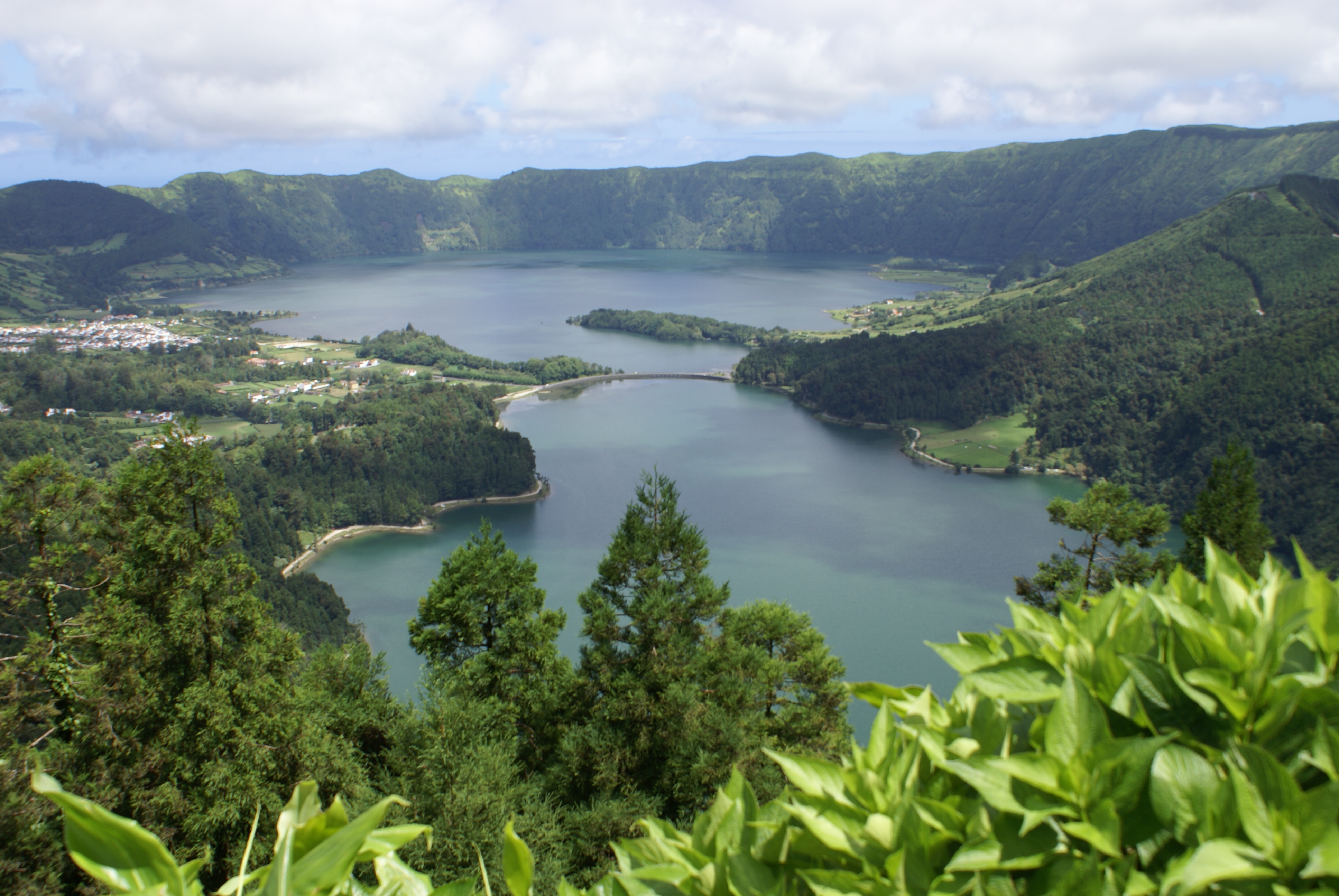
Lagoa das Sete Cidades, local da lenda.

A Lenda das Sete Cidades, Terra de Atlantes é uma tradição oral da ilha de São Miguel, nos Açores. Engloba os mitos da lendária Atlântida, descrita por Platão, e a fé cristã.

## Lenda
Conta a lenda que na ilha das Sete Cidades vivia uma princesa muito bonita de nome Eufémia, filha do rei Atlas e neta do deus Júpiter. A princesa tinha uma alma bela e pura, como o seu corpo. Adorava a liberdade, e por isso recusou o casamento preparado por seu pai com um dos filhos de Neptuno, monarca de outros tantos reinos na Atlântida.

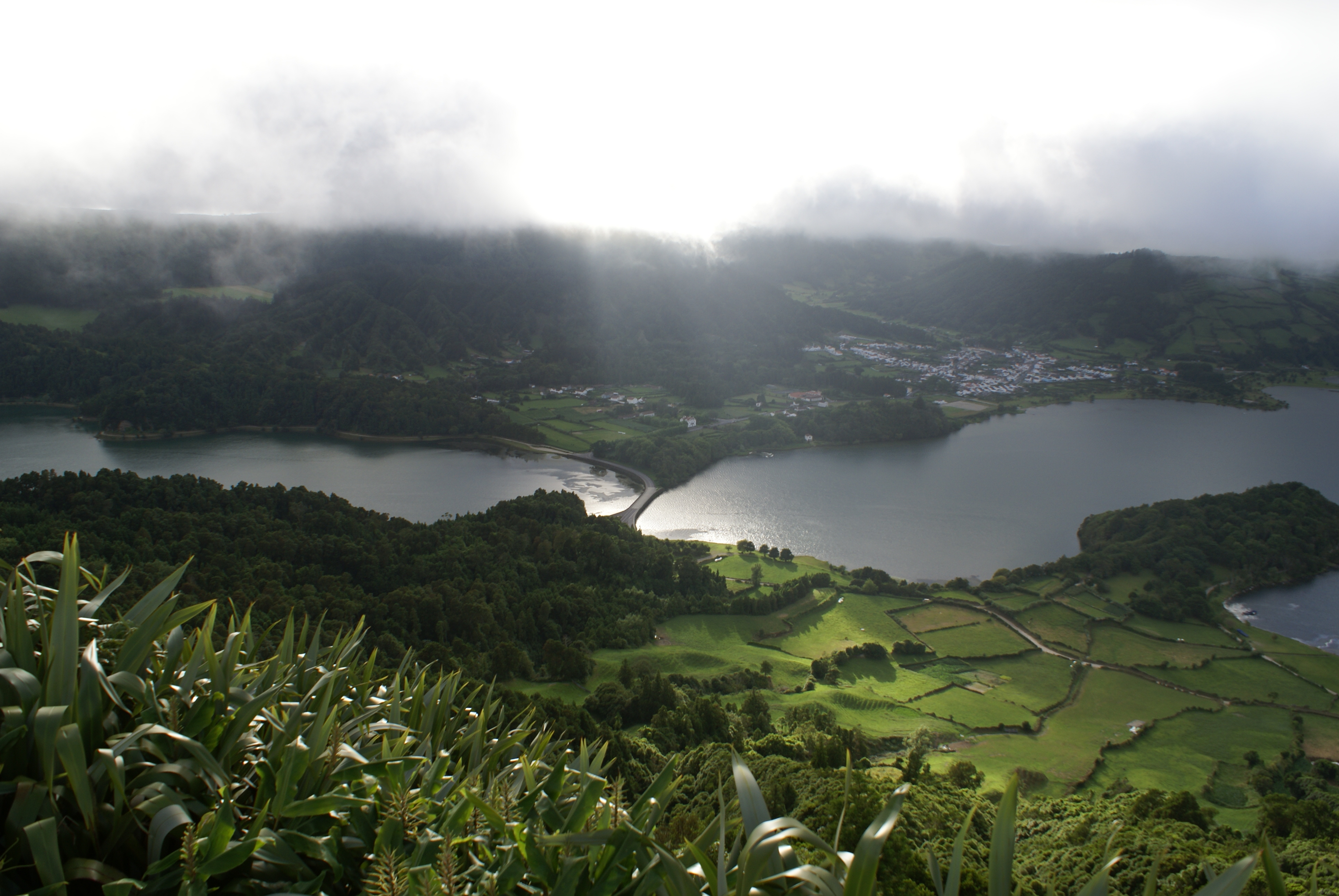
Miradouro do Cerrado das Freiras, Lagoa das Sete Cidades.

Neptuno ficou muito ofendido com a recusa da princesa Eufémia e mandou destruir o reino do seu pai, tendo nessa contenda morrido a princesa. No outro mundo a princesa ter-se-á convertido à fé cristã e desejado voltar à Terra para espalhar o bem. O seu desejo foi satisfeito.
Quando voltou à terra para cumprir os seus novos desígnios, foi posta numa ilha a que alguém num passado muito antigo tinha dado o nome de Sete Cidades. Era então um local muito pobre, onde se vivia em grande miséria e dor. Com a chegada da princesa, rapidamente as coisas começaram a mudar e a vida melhorou nas Sete Cidades, levando ao desaparecimento da dor e da miséria.
Actualmente, na ilha de São Miguel ainda há quem acredite que a bela princesa Eufémia habita a ilha. Vive na caldeira dentro do grande vulcão que fez nascer o Vale das Sete Cidades, encarnada numa bela solanácea de frutos cor de laranja e muito sumarentos, e cujas folhas têm excelente aplicação medicinal. Diz a lenda que "Aquele que beber deste mágico filtro espiritual fica curado das suas mágoas, defendido dos seus infortúnios".